# داء الشعريات المبوغة
داء الشعريات المبوغة (بالإنجليزية: Sporotrichosis) أو «مرض بستاني الورد»، عدوى فطرية تصيب الجلد والرئتين والمفاصل والعظام، وقد تكون واسعة الانتشار. تسبب العدوى ظهور عقيدات ثابتة غير مؤلمة تتقرح لاحقًا، وقد تكون موضعيةً أو منتشرةً. يتطور المرض خلال أسبوع إلى عدة أشهر بعد التعرض للفطور، وتظهر اختلاطات خطيرة لدى المثبطين مناعيًا.
تمثل فطور الشعرية المبوغة الشنكية وغيرها المسبب الرئيس لهذا الداء. تتواجد الشعرية المبوغة الشنكية في التربة والتبن والإسفغنون الطحلبي والنباتات، لذلك تصيب عادةً المزارعين والبستانيين وعمال الزراعة. تدخل الفطور عبر الجروح الصغيرة في الجلد لتسبب العدوى، أما في حالة إصابة الرئتين تدخل الأبواغ الفطرية عن طريق التنفس. يمثل انتقال الداء بعد التعامل مع القطط أحد المخاطر المهنية على الأطباء البيطريين.
يعتمد العلاج على موقع العدوى وامتدادها. يمكن تطبيق مضادات الفطور الموضعية على الآفات الجلدية، بينما تستلزم العدوى الشديدة في الرئتين إجراءًا جراحيًا، ومن الأدوية المستخدمة إيتراكونازول وبوساكونازول وأمفوتيراسين ب. يتحسن معظم المرضى على العلاج، لكن قد تسوء النتيجة عند المثبطين مناعيًا أو في الداء الواسع الانتشار.
تنتشر الفطور المسببة في جميع أنحاء العالم. سُميت الأنواع تيمنًا ببنيامين شينك، وهو طالب طب عزل الفطور من العينات البشرية للمرة الأولى عام 1896. ذكرت الدراسات وجود الفطور في القطط والبغال والكلاب والفئران والجرذان.

## الأعراض والعلامات
- داء الشعريات المبوغة الجلدي

يُعد الشكل الأشيع من هذا الداء. تشمل أعراضه ظهور آفات عقيدية أو نتوءات في الجلد مكان نقطة الدخول وعلى مسار العقد والأوعية اللمفية. تبدأ الآفات صغيرةً دون ألم، وتتراوح ألوانها من الزهري إلى الأرجواني. تكبر الآفات وتأخذ شكلًا مشابهًا للدمل ويظهر المزيد منها في حال إهمال العلاج حتى تتطور قرحة مزمنة. تصيب هذه الآفات عادة الأصابع واليدين والذراعين.
- داء الشعريات المبوغة الرئوي

يحدث هذا الشكل النادر عند استنشاق أبواغ الشعرية المبوغة الشنكية. تشمل أعراض الداء الرئوي سعالًا منتجًا وعقيدات وتكهفات في الرئتين وتليفًا وتورمًا في العقد السرية اللمفية. يزداد خطر إصابة مرضى هذا الشكل بداء السل وذات الرئة.
- داء الشعريات المبوغة المنتشر

تتطور العدوى إلى شكل نادر وخطير يدعى داء الشعريات المبوغة المنتشر عندما تنتشر العدوى من الموقع الأولي إلى المواقع الثانوية في الجسم. قد تنتقل العدوى إلى العظام والمفاصل (داء الشعريات المبوغة العظمي المفصلي) وإلى الجهاز العصبي المركزي والدماغ (التهاب السحايا بالشعريات المبوغة). تشمل أعراض الداء المنتشر خسارة الوزن وفقدان الشهية وظهور آفات عظمية.

### الاختلاطات
قد تُصاب الآفات الجلدية بعدوى جرثومية ثانوية محدثةً التهاب الهلل.

## التشخيص
يعد داء الشعريات المبوغة مرضًا مزمنًا بطيء التطور مع أعراض مبهمة. تتشارك العديد من الأمراض الأخرى بنفس الأعراض وهذا ما يجعل التشخيص صعبًا ويتطلب استبعاد هذه الحالات المرضية.
تتواجد الأجسام المضادة لفطور الشعرية المبوغة الشنكية لدى المصابين بهذا الداء، لكن لا يمكن الاعتماد عليها للتشخيص نظرًا للتنوع في الحساسية والنوعية. يبقى زرع الفطور من الجلد والقشع والسائل الزلالي والسائل الدماغي الشوكي طريقة التشخيص المؤكدة، إذ تؤخذ المسحات من السبل النازحة والقرحات الجلدية.
تتميز القطط المصابة بداء الشعريات المبوغة باحتواء نضحة الآفات على عدد كبير من العضيات، وهذا ما يجعل التقييم الخلوي لها أداةً تشخيصيةً مهمةً عند هذه الأنواع. تحوي النضحات خلايا قيحيةً حبيبوميةً وبلعميةً يمكن أن تتجمع في أشكال رغوية. يختلف حجم هذه الخلايا وقد تأخذ العديد منها شكل السيجار.

## تشاخيص تفريقية
تشمل التشاخيص التفريقية: الليشمانيا وداء النوكارديات والمتفطرة البحرية ومرض خدش القطة والجذام والزهري وداء الساركويد والسل.